# Gruchet-Saint-Siméon
Gruchet-Saint-Siméon ist eine französische Gemeinde mit 687 Einwohnern (Stand: 1. Januar 2022) im Département Seine-Maritime in der Region Normandie. Sie gehört zum Arrondissement  Dieppe und zum Kanton Luneray. Die Einwohner werden Gruchetais genannt.

## Geographie
Gruchet-Saint-Siméon liegt etwa 28 Kilometer südwestlich von Dieppe. Umgeben wird Gruchet-Saint-Siméon von den Nachbargemeinden La Gaillarde im Norden und Nordwesten, Luneray im Osten und Südosten, Crasville-la-Rocquefort im Süden und Südwesten, Fontaine-le-Dun im Südwesten sowie Saint-Pierre-le-Viger im Nordwesten.

## Bevölkerungsentwicklung
| Jahr                      | 1962 | 1968 | 1975 | 1982 | 1990 | 1999 | 2006 | 2013 |
| Einwohner                 | 647  | 612  | 597  | 601  | 633  | 661  | 695  | 710  |
| Quelle: Cassini und INSEE |      |      |      |      |      |      |      |      |

## Sehenswürdigkeiten
- Kirche Saint-Siméon aus dem 16./17. Jahrhundert